# Dujanauka
Dujanauka (biał. Дуянаўка; ros. Дуяновка, Dujanowka; pol. hist. Dujanówka) – wieś na Białorusi, w obwodzie homelskim, w rejonie homelskim, w sielsowiecie Prybytki, nad Ucią.
W XIX i w początkach XX w. wieś i majątek ziemski należący do Betulińskich. Położona była wówczas w Rosji, w guberni mohylewskiej, w powiecie homelskim. Następnie w granicach Związku Sowieckiego. Od 1991 w niepodległej Białorusi.